# Anton Ræder
Anton Henrik Ræder (født 25. november 1855 i Kristiania, død 26. januar 1941 i Billingstad) var en norsk skolemand og historiker.
Ræder blev student 1874, cand. philol. 1880 og Dr. phil. 1893. Han grundlagde 1885 "Oslo Latin- og Realskole", hvis ejer og bestyrer han var indtil 1895, da han fik det Bennecheske stipendium og en tid holdt forelæsninger ved Universitetet i Kristiania. Han var inspektør ved Kristiania folkeskoler 1898—1900, da han udnævntes til ekspeditionschef for
Kirkedepartementets undervisningsafdeling; 1907—1927 var han rektor ved Kristiania Katedralskole. Levende interesseret for Spørgsmaal vedrørende skole og folkeoplysning og i besiddelse af et betydeligt administrativt talent har Ræder indtaget en ledende stilling indenfor en række institutioner og foreninger på dette område. Han har således været formand i Kristiania skolestyre, i
bestyrelsen for Kristiania arbeiderakademi, Filologisk Forening, Pædagogisk Samfund, Filologernes og Realisternes Landsforening og (fra 1909) i undervisningsrådet. Ved siden heraf har han drevet indgående historiske studier, særlig i den græske og romerske oldtid. 1883 vandt han Kronprinsens Guldmedaille for en Afh. over Tacitus’ Annaler
og deres Kilder. Hans vigtigste videnskabelige
Arbejder for øvrigt er: »Athens politiske
Udvikling i Tiden fra Kleisthenes til Aristides’
Reform« (Doktorafhandling; i
Videnskabsakademiets Skrifter, 1893), »Keiser Hadrian« (1897),
»Det rom. Kolonats Udvikling« i »Nord. Tidsskr.
f. Filologi«, (1898), »Kulturhistoriske
Skildringer fra den romerske Keisertid« (1904),
Afsnittet »Rom under Republikken og Kejsertiden« i
»Folkenes Historie«, L’arbitrage international
chez les Hellènes (bl. Nobelinstitutets Skrifter,
1912) og »Fra Keisertidens Rom, paa Grundlag
av Plinius den yngres Brevveksling« (1915);
desuden har han udgivet flere stærkt benyttede
Lærebøger i Historie for Middelskolen og
Gymnasiet. Formand i den store Skolekommission
af 1921 og i den efter dennes Opløsning
nedsatte parlamentariske Skolekommission.
1929 udgav han »Rom og kampen om jord«.